# Sredno Selo, Veliko Tărnovo
Sredno Selo (în bulgară Средно Село) este un sat în comuna Zlatarița, regiunea Veliko Tărnovo,  Bulgaria. 

## Demografie
Componența etnică a satului Sredno Selo
     Turci (67,08%)
     Bulgari (6,32%)
     Romi (11,39%)
     Nicio identificare (15,18%)
La recensământul din 2011, populația satului Sredno Selo era de 79 locuitori. Din punct de vedere etnic, majoritatea locuitorilor (67,08%) erau turci, existând și minorități de romi (11,39%) și bulgari (6,32%). Pentru 15,18% din locuitori nu este cunoscută apartenența etnică.